# Calze d'Ardagh
El calze d'Ardagh és un calze elaborat al s. VIII en època de la cultura celta irlandesa, considerat una obra mestra d'aquesta cultura i de tota l'edat mitjana. Es troba exposada de manera permanent al Museu Nacional d'Irlanda de Dublín.
El calze, el trobaren dos joves anomenats Jim Quinn i Paddy Flanagan l'any 1868, amb una tassa de bronze i quatre fíbules ornamentals, mentre cavaven en un camp de creïlles proper a un rath (mur de pedra d'una fortificació) anomenat Reerasta, a la localitat d'Ardagh, al comtat de Limerick, Irlanda.
El calze i les altres peces trobades estaven ocultes únicament per una llosa de pedra, per la qual cosa tot sembla indicar que la persona que els enterrà volia recuperar-les poc de temps després que haguessen estat enterrades.

## Característiques
- Tècniques: amartellat, gravat, filigrana, fosa a la cera perduda i incrustació.
- Material: malaquita, argent, or, bronze daurat, cristall, llautó, estany i esmalt.
- Alçada: 17,8 cm.
- Diàmetre: 19,5 cm.